# Yèvre (Cher)
Ne doit pas être confondu avec Yèvre (Marne).
Pour les articles homonymes, voir Yèvre.
L'Yèvre [latin : Avere] est une rivière française qui coule dans le département du Cher et qui se jette en rive droite dans le Cher à Vierzon. Avec la Sauldre et l'Arnon, elle compte parmi les principaux affluents de cette rivière.

## Géographie
De 80,4 km de longueur, elle prend sa source à Gron, à une trentaine de kilomètres à l'est de Bourges (forêt de Saint-Igny).
Elle traverse des paysages de plaines, à forte dominance rurale, marqués par l'agriculture, mais également des paysages urbains, déterminés par les agglomérations de Bourges, et de Vierzon, enfin, elle conflue avec le Cher, en rive droite - donc au nord -, au niveau de Vierzon, après un parcours de 80,4 kilomètres.
Des paysages plus spécifiques caractérisent le bassin versant de l’Yèvre tels que les Marais de Bourges ou la région forestière de la Sologne en aval de la rivière.

### Communes traversées
Dans le seul département du Cher l'Yèvre traverse dix-huit communes et huit cantons :
- dans le sens amont vers aval : Gron (source), Baugy, Avord, Farges-en-Septaine, Nohant-en-Goût, Savigny-en-Septaine, Moulins-sur-Yèvre, Osmoy, Saint-Germain-du-Puy, Bourges, Saint-Doulchard, Marmagne, Berry-Bouy, Mehun-sur-Yèvre, Allouis, Vignoux-sur-Barangeon, Foëcy, Vierzon (confluence).

Soit en termes de cantons, l'Yèvre prend source dans le canton de Baugy, traverse les canton des Aix-d'Angillon, canton de Bourges-1, canton de Bourges-2, canton de Saint-Doulchard, canton de Mehun-sur-Yèvre, canton de Vierzon-2, conflue dans le canton de Vierzon-1, le tout dans les deux arrondissement de Bourges et arrondissement de Vierzon.

### Toponymes
L'Yèvre a donné son hydronyme aux deux communes suivantes : Moulins-sur-Yèvre, Mehun-sur-Yèvre.

### Organisme gestionnaire
L'organisme gestionnaire est le Syndicat intercommunal de la vallée de l'Yèvre.

## Principaux affluents
L'Yèvre a trente-un affluents référencés dont :
- la Bondonne (rg[note 1]) 9,4 km sur les deux communes de Baugy et Villequiers avec deux affluents dont :
  - le Tribaut (rd) 7,9 km sur les quatre communes de Baugy, Villequiers, Gron, Chaumoux-Marcilly avec un affluent ;
- le Tartecout (rg) 10 km sur les deux communes de Baugy et Villequiers avec un affluent :
  - le Terrecout, 3,1 km sur les trois communes de Saligny-le-Vif, Villequiers et Laverdines ;
- les Marges (rg) 9,1 km sur les trois communes de Farges-en-Septaine, Avord, Saligny-le-Vif sans affluent ;
- l'Airin (rg) 47,8 km sur quatorze communes avec quinze affluents ;
- l'Ouatier (rd) 18 km sur cinq communes avec quatre affluents ;
- le Langis (rd) 18,8 km sur quatre communes avec quatre affluents ;
- l'Auron (rg) 76,9 km sur dix-sept communes avec treize affluents ;
- le Moulon (rd) 24,6 km sur neuf communes avec huit affluents ;
- le Colin (rd) 29,1 km sur cinq communes avec huit affluents ;
- le Barangeon (rd) 41,5 km sur neuf communes avec treize affluents ;

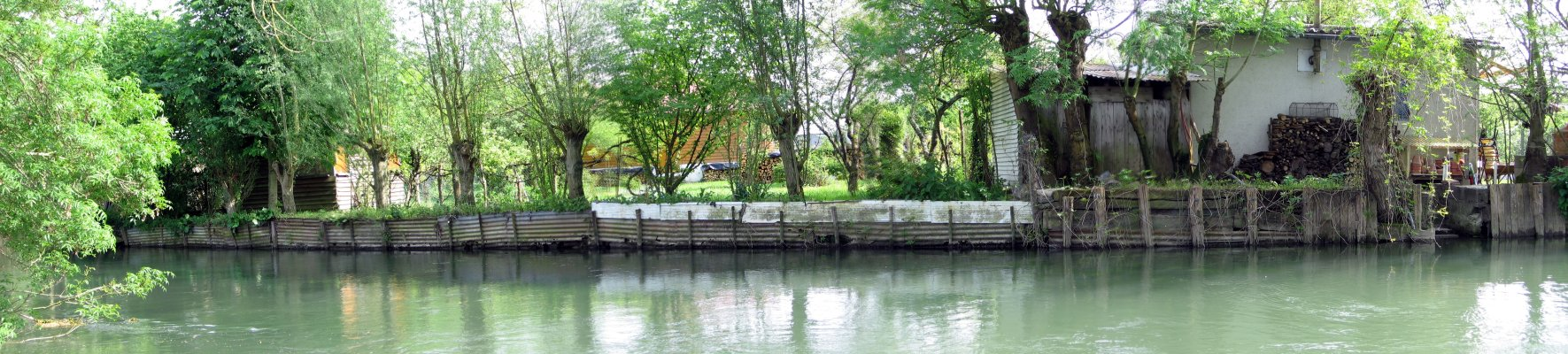
L'Yèvre à Bourges : marais de l'Yèvre et de la Voiselle.

- le canal de Berry.

## Hydronymie
Du gaulois (langue celtique) Avara, que l'on retrouve dans Avaricum (Bourges), capitale des Bituriges, et qui a évolué en *Avra puis *Ievra.

## Hydrologie

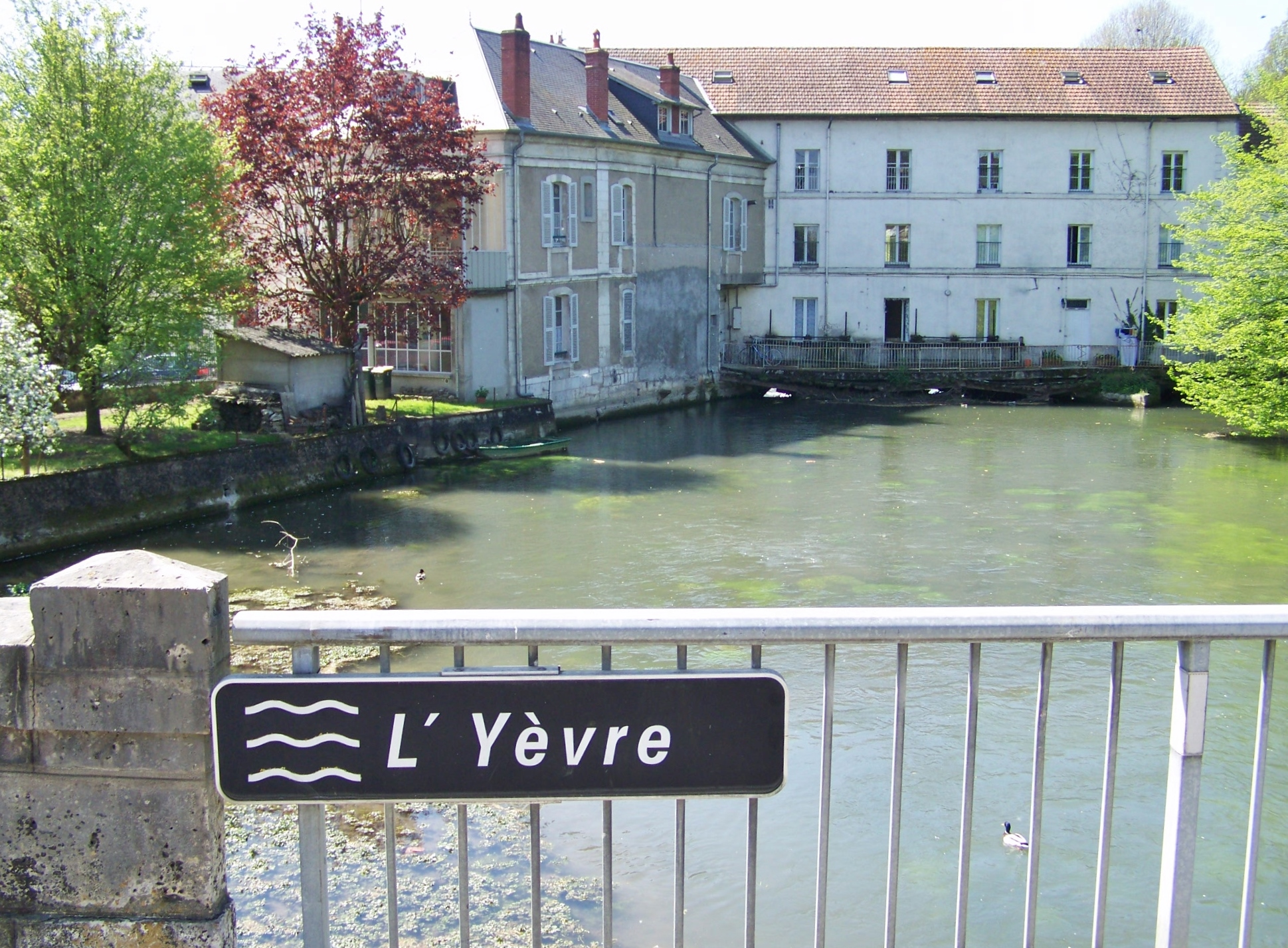
L'Yèvre à Bourges au printemps 2011.

L'Yèvre a été observé à la station K5552300 - de Savigny-en-Septaine de 1996 à 2013, sur 18 ans pour un bassin de 531 km2 et à 141 m d'altitude.
Le module y est de 3,19 m3/s.